# Cymodoce longistylis
Cymodoce longistylis är en kräftdjursart som beskrevs av Edward John Miers 1884.
Cymodoce longistylis ingår i släktet Cymodoce och familjen klotkräftor. Inga underarter finns listade i Catalogue of Life.